# خامشة بشرية
الخامشة البشرية أو حشرة تورسالو (بالإنجليزية: Dermatobia hominis)‏ هو نوع الذباب الوحيد المنحدر من جنس الخامشة (فصيلة النبريات). يعرف هذا النوع على وجه التحديد بمهاجمة للبشر (وللرئيسيات الأخرى) وهو السلوك الذي كان سببا في أخذه لهذه التسمية. ينتمي هذا النوع من الذباب في الأصل إلى القارة الأمريكية، من المكسيك وصولا إلى شمال الأرجنتين وشيلي. الخامشة البشرية مسؤولة عن نغف جلدي مرتبط بيرقاتها التي تسمى محليا باسم «دودة المكاك».

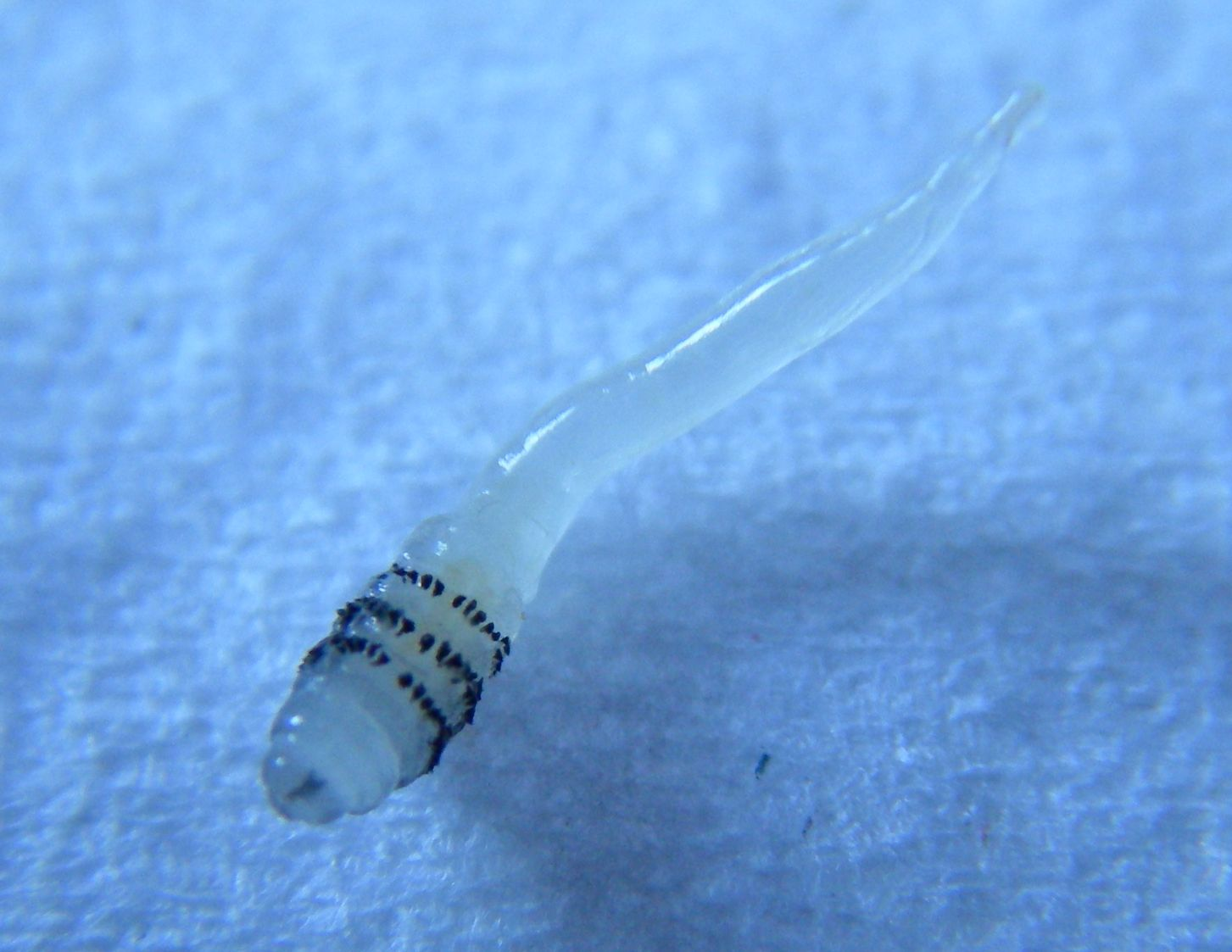
يرقة خامشة بشرية (دودة المكاك) بعد استخراجها من جسم مضيف.

لكي تتمكن الخامشة البشرية من التكاثر فإنها تحتاج إلى جسم ناقل وأجسام أخرى مضيفة ليرقاتها، حيث تمسك الأنثى الحامل إحدى البعوضات وتقوم بتعليق بيوضها في شكل عنقود على بطنها (حالة معايشة) ثم تطلقها. بتوفر درجة الحرارة الملائمة عندما تهبط البعوضة على مضيف من ذوات الدم الحار تخرج اليرقات من البيوض وتواصل نموها. تخترق اليرقات جلد المضيف، لتستقر عادة بالقرب من المنطقة التي هبطت عليها البعوض الناقلة للبيوض. بالنسبة للبشر على سبيل المثال، تستقر يرقات الخامشة البشرية غالبا في مناطق مكشوفة من الجسم، على غرار الأطراف، والوجه، والرقبة وغيرها. يمكن أن تستمر مرحلة اليرقات عند هذا النوع من حوالي 1 إلى 3 أشهر (وهي مدة طويلة إلى حد ما مقارنة بمدة تطور اليرقات عند دودة كايور (الخوتعيات ذات الجناح) على سبيل المثال، التي تستمر من 8 إلى 10 أيام فقط). اليرقة هي عبارة عن نغفة كبيرة رمادية اللون يمكن أن يصل طولها إلى 2 سم. تمتلك اليرقة رأسا يمثل نصفها العلوي مغطى بأشكال مرتبة في شكل حلقات مميزة. بوصولها لمرحلة النضج تخرج اليرقات من الدمامل التي تسببت فيها، لتسقط على الأرض وتبدأ مرحلة التحول. بعد 2 إلى 3 أسابيع تتحول اليرقة أخيرا إلى ذبابة رمادية صغيرة جاهزة للتكاثر.
بعد دخول اليرقة للجسم المضيف، تبدو المنطقة التي تسللت من خلالها في البداية أشبه بلدغة بعوضة. مع تطور اليرقة، تقوم هذه الأخيرة باستهلاك الأنسجة، والنمو والتحرك (التمتد والتقلص) بغرض الخروج للتنفس على السطح والتخلص من فضلاتها. يتسبب نمط الحياة هذا في شعور المضيف بالألم والحكة.
لاتتوفر هذه الحشرات بأعداد كبيرة (وليست ضارة
بما يكفي) لدرجة وصفها على أنها حالة لآفة حقيقية. بما أن اليرقات يمكنها النجاة فقط إذا لم يصاب الجرح بالتهاب، يمكن لهذه اليرقات إفراز مضادات حيوية تمنع حدوث الالتهاب أثناء تغذيها على جلد المضيف. لذلك فمن النادر جدا أن يصاب جسم المضيف بالتهاب ما لم يقتلوا اليرقة دون إزالتها بالكامل.

## العلاج
يشمل العلاج الوقائي ضد يرقات الخامشة البشرية استعمال وسائل الحماية ضد البعوض: طارد البعوض والناموسيات وغيرها. كما يمكن أيضا استخدام الكحول لقتل اليرقات قبل دخولها إلى الجلد.
عمليا لا توجد لحدود الساعة أية أدوية معينة يمكنها التخلص من اليرقات المثبتة فعليا داخل الجلد. عموما، يبقى ترك اليرقة على حالها لتتطور وتغادر جسم المريض وحدها هو الطريق الأسلم تفاديا لحدوث بعض المضاعفات. مع ذلك، توافق قلة قليلة من الناس على الانتظار لمدة طويلة، خاصة إذا كانت اليرقة موجودة في مكان غير مناسب قد يتسبب للفرد في وقوعه في الحرج. لذلك فإن درجة الانزعاج تعتمد كليا على مكان إقامة اليرقة.
الطريقة التقليدية لاستخراج اليرقات هي تطبيق طبقة من الدهون على الدمل لمدة 48 ساعة، الشئ الذي يمنع وصول الهواء إلى اليرقة. فتجبر اليرقة على الصعود إلى السطح للتنفس والمرور عبر طبقة الدهن حتى لا تختنق، حيث تبقى هناك. في هذا الشأن يمكن استبدال طبقة الدهن بطبقة من الصوف القطني المشرب بالبيافين أو الفازلين. في تجربة أخرى تمت إزالة اليرقة أيضا بنجاح من خلال تطبيق عدة طبقات من طلاء الأظافر على منطقة دخول اليرقة، مما أدى إلى إضعافها عن طريق خنقها جزئيا.
في الحالات العادية، يكون من الصعب جدا استخراج دودة المكاك بسهولة بسبب رأسها الصلب وجسمها المحفف والبارز. في حالات أخرى قد تنجح عملية الاستخراج بتطبيق ضغط على مكان تواجدها، لكن في المقابل قد تتسبب هذه الطريقة في خطر الإصابة بالتهاب نتيجة لقتل اليرقة داخل طبقة الجلد. العلاج الجراحي هو طريقة علاجية أخرى تمكن من استئصال اليرقات بشكل نهائي وبدون ألم تحت تأثير التخدير الموضعي. لكن ومع ذلك يبقى هناك خطر آخر يتعلق بتعرض الفرد لضرر جمالي (تشوه).
في الآونة الأخيرة، اكتشف الجراحون أن استخدام محقنة إستخلاص السم (من نوع الأسبيفونين) يمكن من إزالة اليرقات بسهولة في أي مرحلة من مراحل التطور. بما أن هذه المحقنة هي عنصر متوافر على نطاق واسع كأدات من أدوات الإسعافات الأولية، فإن هذا العلاج هو فعال جدا ويمكن الوصول إليه بسهولة. في تجربة أخرى، نجح أطباء أطفال من بيرو في استخدام أوراق ومطحون الريحان لاستخراج يرقة الخامشة البشري من منطقة محجر العين عند مراهق في عمر 16 سنة، معللين ذلك بتقدير الطفيل لهذا النبات ورائحته.